# Schöps (Türingia)
Schöps település Németországban, azon belül Türingiában. Lakosainak száma 236 fő (2023. december 31.).

## Népesség
A település népességének változása:
| Lakosok száma | 246  | 248  | 250  | 244  | 236  |
|               | 2017 | 2019 | 2021 | 2022 | 2023 |